# Horloge astronomique de Martin Chaloupka
L'horloge astronomique de Martin Chaloupka est une horloge astronomique située dans le district de Liberec, en Tchéquie. Elle est construite entre 2006 et 2011 à Kryštofovo Údolí, puis transféré récemment à Žibřidice (dans la municipalité de Křižany ) en 2023.
La construction de l'horloge a été dirigée par Martin Chaloupka.

## Histoire
L'horloge est installée à l'origine dans une ancienne sous-station électrique à Kryštofovo Údolí. Le projet de Martin Chaloupka démarre en 2006, puis est inauguré le 20 septembre 2008 et enfin achevé en 2011. Fière de l'ouvrage et de présenter leur propre tour astronomique comme à Prague, les habitants de la vallée du Kryštofovo et ses artisans locaux ont apporté leur aide au projet de Martin Chaloupka.
En 2023, la propriétaire de l'horloge (Alice Chmelíková, la fille de Martin Chaloupka) décide de déplacer l'horloge dans l'ancienne caserne de pompiers de Žibřidice.

## Détails techniques
L'horloge possède trois cadrans indiquant l'heure, le zodiaque et la phase lunaire, fonctionnant via un moteur électrique.
Lorsque l'horloge sonne l'heure, les douze apôtres défilent devant deux portes situées au sommet de l'horloge, identique à l'horloge astronomique de Prague.

## Voir également
- Liste des horloges astronomiques d'Europe
- Horloge astronomique de Prague
- Horloge astronomique d'Olomouc